# Mundo Nuevo (Coatzacoalcos)
Mundo Nuevo es una localidad del estado mexicano de Veracruz. Es parte del municipio de Coatzacoalcos.

## Demografía
| Gráfica de evolución demográfica |
|                                  |

| Censo | Población |
| ----- | --------- |
| 1930  | 130       |
| 1940  | 83        |
| 1950  | 108       |
| 1960  | 160       |
| 1970  | 2 707     |
| 1980  | 6 756     |
| 1990  | 10 919    |
| 1995  | 9 477     |
| 2000  | 9 091     |
| 2005  | 8 022     |
| 2010  | 8 420     |
| 2020  | 7 569     |